# Derrama (tributo português)
A derrama ou derrama municipal é um imposto sobre o rendimento, e é o segundo imposto mais antigo do sistema fiscal português.

## História
A derrama surgiu como um imposto colonial em 1751, no reinado de D. José I de Portugal, criado por Pedro da Mota e Silva. Em virtude da diminuição das receitas de ouro provenientes do Brasil, foi necessário criar um tributo excecional cobrado à população, a que se deu o nome de derrama. Apesar do seu caráter extraordinário e contextual, este imposto perdurou até à atualidade.

## Regimes anteriores a 2007
De acordo com a Lei N.º 1/79 de 2 de janeiro, de Carlos Alberto da Mota Pinto, o produto do lançamento da derrama cabia às Freguesias e aos Municípios. Estes podiam, desta forma, lançar derramas sobre diversas contribuições, nomeadamente sobre a contribuição predial rústica e urbana, até um máximo de 10% da coleta liquidada, o que contribiu necessariamente para o aumento do valor cobrado nessas mesmas contribuições. A mesma lógica manteve-se, em termos semelhantes, com a publicação do Decreto-Lei N.º 98/84 de 29 de março, de Mário Soares, e, posteriormente, com a entrada em vigor da Lei N.º 1/87 de 6 de janeiro, de Cavaco Silva, embora sem a possibilidade expressa de as freguesias poderem lançar derramas, permanecendo apenas a derrama municipal. De acordo com a Lei N.º 42/98 de 6 de agosto, de António Guterres, os municípios passaram a poder lançar anualmente uma derrama, uma vez mais com um limite máximo de 10%, mas apenas sobre a coleta do Imposto sobre o Rendimento de Pessoas Coletivas (IRC), proporcional ao rendimento gerado na sua área geográfica.

## Regime depois da aprovação da Lei das Finanças Locais de 2007 (LFL)
De acordo com a atual Lei das Finanças Locais (LFL) de 2007, de José Sócrates, a derrama constitui uma forma de financiamento próprio dos municípios. Esta incide atualmente sobre o lucro tributável sujeito e não isento do Imposto sobre o Rendimento de Pessoas Coletivas (IRC), e corresponde à proporção do rendimento gerado pelas pessoas coletivas que exerçam uma atividade de natureza comercial, industrial ou agrícola na área geográfica do município. Sendo de lançamento facultativo, as taxas aplicáveis variam de município para município, podendo atingir um máximo de 1,5%. Desta feita, a LFL reduziu a taxa máxima de 10% para 1,5%, alargando, contudo, a base tributável (que deixou de ser a coleta e passou a ser o lucro tributável). As Assembleias Municipais (mediante proposta da Câmara Municipal) podem ainda deliberar aplicar uma taxa reduzida aos sujeitos passivos com um volume de negócios inferior a 150.000€00. Todos os anos é aprovada uma tabela onde são definidas as taxas a aplicar por cada município. Caso as pessoas coletivas desenvolvam a sua atividade em diversos municípios através de estabelecimentos estáveis ou representações locais e tenham uma matéria coletável superior a 50.000€00, o lucro imputável à circunscrição de cada município é determinado pela proporção entre a massa salarial correspondente aos estabelecimentos que nele se encontrem situados e a correspondente à totalidade dos estabelecimentos que o sujeito passivo possui em território nacional. Caso contrário, considera-se que o rendimento é gerado no Município em que se situa a sede ou a direção efetiva do sujeito passivo. No que respeita a não residentes, a derrama constitui receita do município em que se situa o estabelecimento estável do sujeito passivo. As regras de liquidação da derrama e demais obrigações dos contribuintes são as previstas para o IRC, sendo o montante da derrama apurado pago juntamente com o referido imposto.